# Wanna Get Up (2 Unlimited-dal)
A Wanna Get Up című dal a 2 Unlimited 1998-ban megjelent kislemeze, melyben már nem Ray és Anita, hanem Romy van Oojen és Marjon van Iwaarden énekelnek. A dal a csapat 4. stúdióalbumának első kislemeze.

## Megjelenés és fogadtatás
A dal több Európai országban is sikeresnek bizonyult. Elsősorban Belgiumban, ahol a 7. helyig jutott. A Wanna Get Up című dal volt az egyetlen olyan dal, mely az új csapattagok által megjelent az Egyesült Királyságban is a 38. helyen.
A dal eredetileg fehér címkével jelent meg bakelit lemezen, csak egy II jelzés volt látható. A dalt Judge Jules kezdete el játszani, és 4 hétig játszotta a dalt. Amikor kiderült, hogy ez egy 2 Unlimited dal, már nem pörgette a dalt.
A dal két különböző változatban készült el, egy eredeti pop változatban, mely jelentősen különbözik a korábbi eurodance stílustól, illetve a német Sash! remixe. Ez a változat lett később slágerlistás helyezés, és ezt játszották a klubokban is.

## Megjelenés
Maxi CD  Hollandia  Byte Records – BYTE 059800-5
1. Wanna Get Up (Original Edit) 3:15
2. Wanna Get Up (SASH! Extended) 5:58 Remix – Sash!
3. Wanna Get Up (Rhythm Masters Mix) 6:18 Remix – Rhythm Masters, Chetcuti, McGuinness
4. Wanna Get Up (Natural Born Grooves Mix) 5:20 Remix – Bert Boon, Jaco van Rijswijk, Natural Born Grooves

## Slágerlista
| Slágerlista(1998)                 | Legjobb helyezés |
| --------------------------------- | ---------------- |
| Australia (ARIA)                  | 128              |
| Belgium (Ultratop 50 Flanders)    | 7                |
| Europe (Eurochart Hot 100)        | 27               |
| Finland (Suomen virallinen lista) | 16               |
| France (SNEP)                     | 70               |
| Netherlands (GfK Dutch Chart)     | 15               |
| Sweden (Sverigetopplistan)        | 58               |
| UK (The Official Chart Company)   | 38               |

| Slágerlista (1998) | Helyezés |
| ------------------ | -------- |
| Dutch Top 40       | 78       |